# Stratosfera
Stratosfera je sloj zemljine atmosfere koji se prostire između mezosfere i troposfere. Stratosfera je od troposfere odvojena tropopauzom, slojem koji ima uvijek jednaku temperaturu. 
Stratosfera, koja se u svojem donjem dijelu zove još i ozonosfera, proteže se od 10 (na polovima od oko 8 km) do visine od oko 55 km. U ovom sloju temperatura se neprestano povisuje od -55°C (na srednjim širinama i na polovima) odnosno od -85°C (na ekvatoru) te doseže 0°C. 
Sloj je stabilan zbog temperaturne inverzije. Razlog leži u raspadanju molekularnog kisika (O2) u ozon (O3) pod utjecajem Sunčevih kratkovalnih (200nm), ultravioletnih zraka. Kisik apsorbira ove po čovjeka štetne zrake i pri tome se dijeli i vezuje u troatomski oblik kisika – ozon. Što je veća udaljenost od Zemlje, veći je udio solarnih UV zraka pa time i udio ozona. Na visini od 120 km pojavljuje se kisik gotovo isključivo kao ozon. Stratosfera sadrži 90% atmosferskog ozona.
S opadanjem atmosferskog tlaka i porastom solarnog zračenja najveća koncentracija ozona se pojavljuje na visininama 20-50 km. Visoke koncentracije ozona javljaju se također u ozonskim rupama (ozonskim rukavcima) ozonosfere, koje se mogu pružati u dubinu do 14 km.
Slojevi atmosfere koji leže iznad granice stratosfere su:
- mezosfera (između 70-80 km visine)
- termosfera (do 800 km visine) i
- egzosfera (između 2000-3000 km visine)

## Ozonosfera
Sa stratosferom se uglavnom podudara ozonosfera. Ozonosfera dijelom može obuhvatiti i troposferu i tropopauzu (tzv. troposferski ozon). Najveću koncentraciju ozon postiže na visinama između 20 i 35 km (stratosferski ozon). Ozon upija oko 4% Sunčeve energije koja prolazi kroz atmosferu, i to ponajviše u ultraljubičastom dijelu spektra. Ultraljubičasto zračenje ima snažno biološko djelovanje (sudjeluje u stvaranju vitamina D, ubija bakterije i sl.). Povećana koncentracija UV zračenja ima negativne posljedice na život organizama. 
Reakcija nastajanja ozona:
3 O2 (g) <=> 2 O3 (g)
U prirodi ozon nastaje i u nižim slojevima atmosfere (u troposferi) kao i u višim slojevima (u stratosferi). Dok njegovo prisustvo u troposferi predstavlja problem, u stratosferi je neophodan za održavanje zdravlja i života na Zemlji. U troposferi se izgaranjem fosilnih goriva (drvo, ugljen, nafta) i biomase oslobađaju, uz ugljikov dioksid i vodenu paru, ugljikovodici te dušikovi oksidi. Dušikov (IV) oksid se dalje u nižim slojevima atmosfere djelovanjem sunčeva ultraljubičastog zračenja raspada na dušikov (II) oksid i atom kisika, koji se zatim spaja s molekularnim kisikom, pa nastaje ozon.  
NO2 (g)  =>  NO (g) + O (g) 		(λ= 430 nm)
O (g) +  O2 (g)  =>   O3 (g)
U stratosferi ozon nastaje u sloju između 20-35 km i to fotokemijskim reakcijama. Molekula kisika O2 apsorbira UV-zračenja valnih duljina od 160-180 nm i cijepa se na atome. Nastali atomi odmah reagiraju s molekulama kisika stvarajući ozon:
O2   <=>   2 O
2 O + 2 O2   <=>   2 O3
Nastali ozon dalje apsorbira UV-zračenje od 240-300 nm, vrlo štetno za sva živa bića na Zemlji, a pritom se fotokemijski ponovo raspada na molekule i atome kisika:
O3   =>   O2 + O
O3 + O  =>   2 O2
Upijajući dvije trećine štetnog UV-zračenja, ozon štiti život na Zemlji. Pritom se količina ozona u uobičajenim okolnostima mijenja (s temperaturom, izmjenom dana i noći te godišnjim dobima) te se uspostavlja fotokemijska ravnoteža stvaranja i razaranja ozona. Razna tehnološka dostignuća kao i uporaba novih organskih tvari uzrokovali su razrjeđivanje ozonskog sloja, odnosno tzv. stvaranje ozonskih rupa. 
U tvari koje uništavaju ozon spadaju: freoni (fluorirani i klorirani derivati jednostavnih ugljikovodika), haloni (koriste se u vatrogasnim aparatima), metil-bromid CH3Br (koristi se u poljoprivredi), ugljikov tetraklorid CCl4 (važno organsko otapalo) i drugi.

## Biologija
Neke bakterije mogu preživjeti u stratosferi, tako da i ona spada u biosferu.  Neke ptice mogu letjeti u donjem dijelu stratosfere, pa je tako izvješteno da neke vrste lešinara uhvaćene u mlazni motor zrakoplova 1975., koji je letio iznad Obale bjelokosti, na visini od 11 550 metara. Jedna vrsta gusaka svake godine leti iznad planine Mount Everest, koji je visok 8 848 metara.